# Сенеге
Сѐнеге (на италиански и на сардински: Seneghe) е село и община в Южна Италия, провинция Ористано, автономен регион и остров Сардиния. Разположено е на 305 m надморска височина. Населението на общината е 1873 души (към 2010 г.).